# Pedraza de Campos
Pedraza de Campos è un comune spagnolo di 125 abitanti situato nella comunità autonoma di Castiglia e León.